# Argocoffeopsis lemblinii
Argocoffeopsis lemblinii är en måreväxtart som först beskrevs av Auguste Jean Baptiste Chevalier, och fick sitt nu gällande namn av Elmar Robbrecht. Argocoffeopsis lemblinii ingår i släktet Argocoffeopsis och familjen måreväxter. IUCN kategoriserar arten globalt som utdöd. Inga underarter finns listade i Catalogue of Life.